# La Chapelle-lès-Luxeuil
La Chapelle-lès-Luxeuil és un municipi francès situat al departament de l'Alt Saona i a la regió de Borgonya - Franc Comtat. L'any 2007 tenia 419 habitants.

## Demografia

### Població
El 2007 la població de fet de La Chapelle-lès-Luxeuil era de 419 persones. Hi havia 142 famílies, de les quals 20 eren unipersonals (20 dones vivint soles i 20 dones vivint soles), 39 parelles sense fills, 63 parelles amb fills i 20 famílies monoparentals amb fills.
La població ha evolucionat segons el següent gràfic:
Habitants censats

### Habitatges
El 2007 hi havia 174 habitatges, 153 eren l'habitatge principal de la família, 2 eren segones residències i 19 estaven desocupats. 171 eren cases i 3 eren apartaments. Dels 153 habitatges principals, 127 estaven ocupats pels seus propietaris, 25 estaven llogats i ocupats pels llogaters i 2 estaven cedits a títol gratuït; 2 tenien dues cambres, 7 en tenien tres, 40 en tenien quatre i 104 en tenien cinc o més. 141 habitatges disposaven pel capbaix d'una plaça de pàrquing. A 52 habitatges hi havia un automòbil i a 83 n'hi havia dos o més.

### Piràmide de població
La piràmide de població per edats i sexe el 2009 era:
| Homes | Edats   | Dones |
| ----- | ------- | ----- |
| 0     | 95 o +  | 0     |
| 0     | 90 a 94 | 0     |
| 0     | 85 a 89 | 0     |
| 0     | 80 a 84 | 0     |
| 0     | 75 a 79 | 12    |
| 4     | 70 a 74 | 8     |
| 16    | 65 a 69 | 12    |
| 12    | 60 a 64 | 16    |
| 4     | 55 a 59 | 12    |
| 12    | 50 a 54 | 20    |
| 24    | 45 a 49 | 12    |
| 12    | 40 a 44 | 4     |
| 28    | 35 a 39 | 16    |
| 20    | 30 a 34 | 28    |
| 16    | 25 a 29 | 12    |
| 4     | 20 a 24 | 8     |
| 20    | 15 a 19 | 24    |
| 20    | 10 a 14 | 4     |
| 4     | 5 a 9   | 20    |
| 20    | 0 a 4   | 12    |

## Economia
El 2007 la població en edat de treballar era de 279 persones, 196 eren actives i 83 eren inactives. De les 196 persones actives 169 estaven ocupades (99 homes i 70 dones) i 28 estaven aturades (12 homes i 16 dones). De les 83 persones inactives 31 estaven jubilades, 28 estaven estudiant i 24 estaven classificades com a «altres inactius».

### Ingressos
El 2009 a La Chapelle-lès-Luxeuil hi havia 157 unitats fiscals que integraven 438 persones, la mediana anual d'ingressos fiscals per persona era de 16.347 €.

### Activitats econòmiques
Dels 18 establiments que hi havia el 2007, 5 eren d'empreses de fabricació d'altres productes industrials, 6 d'empreses de construcció, 4 d'empreses de comerç i reparació d'automòbils, 1 d'una empresa immobiliària, 1 d'una entitat de l'administració pública i 1 d'una empresa classificada com a «altres activitats de serveis».
Dels 7 establiments de servei als particulars que hi havia el 2009, 1 era un taller de reparació d'automòbils i de material agrícola, 2 guixaires pintors, 1 fusteria i 3 lampisteries.
L'any 2000 a La Chapelle-lès-Luxeuil hi havia 10 explotacions agrícoles que ocupaven un total de 195 hectàrees.

## Equipaments sanitaris i escolars
El 2009 hi havia una escola elemental integrada dins d'un grup escolar amb les comunes properes formant una escola dispersa.

## Poblacions més properes
El següent diagrama mostra les poblacions més properes.